# ناحیه ساتونز بی (میشیگان)
ناحیه ساتونز بی (به انگلیسی: Suttons Bay Township) یک منطقهٔ مسکونی در ایالات متحده آمریکا است که در Leelanau County واقع شده‌است.
 ناحیه ساتونز بی  ۲٬۹۸۲ نفر جمعیت دارد و ۱۸۳ متر بالاتر از سطح دریا واقع شده‌است.